# Château d’Eau (stacja metra)
Château d’Eau – stacja linii nr 4 metra  w Paryżu. Stacja znajduje się w 10. dzielnicy Paryża. Została otwarta 21 kwietnia 1908 r.